# Vitaliy Parakhnevych
Vitaliy Parakhnevych est un footballeur tadjik né le 4 mai 1969. Il était attaquant.